# Дрозда Валентин Федорович
Дрозда Валентин Федорович (нар. 1 квітня 1939, село Пільний Олексинець, Городоцький район, Хмельницька область) — доктор сільськогосподарських наук, професор, заслужений винахідник України. Один із засновників Інституту оздоровлення і відродження України (неурядова самоврядна структура); завідувач відділу проблем біорізноманіття і сталого розвитку Національного університету біоресурсів і природокористування України.

## Біографія
Народився у селі Пільний Олексинець, Городоцького району, Хмельницької області. Закінчив з відзнакою Заліщицький плодоовочевий технікум (1960) та Українську с/г академію (1968).
З 1971 р. працював в Інституті захисту рослин на посаді ст. наукового співробітника, зав. відділом біометоду.
У 1983 р. закінчив Вищі державні курси підвищення кваліфікації керівних, інженерно-технічних та наукових співробітників з питань патентування та винахідництва у структурі Державного комітету Ради Міністрів СРСР з питань винахідництва.
Нагороджений золотою та двома срібними медалями ВДНГ СРСР (1989 р., 1990 р., 1991 р.) З 2004 року працює зав. відділом біометоду Української лабораторії якості та безпеки продукції АПК при НАУ.
Впродовж тривалого часу веде курс лекцій та практичних занять бакалаврам, магістрам та аспірантам на факультетах захисту рослин, біотехнологій, екології та лісівництва НУБіП України. На запрошення ректорів Університетів Алмати та Астани республіки Казахстан читає курс лекцій і практичних занять з проблем сучасних технологій захисту агроценозів, інтелектуальної власності, біоценології і синергетики викладачам, докторантам та аспірантам.

## Наукова діяльність
В. Ф. Дрозда — автор фундаментальних досліджень з проблем популяційної екології, ентомології, шовківництва, синергетики, технологій інтегрованого захисту сільськогосподарських рослин та лісових насаджень.
В. Ф. Дрозда також автор ряду пріоритетних досліджень в галузі біотехнології, масового вирощування і використання лабораторних культур ентомофагів. Вченим запропоновано оригінальні технології отримання та використання біопрепаратів на основі ентомопатогенних мікроспоридій, грибів та вірусів. В. Ф. Дрозда — автор закінчених технологій біологічного захисту плодово-ягідних, зернових, технічнгих і овочевих культур для господарств різних форм власності.
Вченим протягом багатьох років інтенсивно досліджується напрямок, пов'язаний з пошуком нативних популяцій ентомопатогенних грибів, мікроспорідій та вірусів виділення найбільш перспективних штамів, що дозволило отримати ряд мікробіологічних препаратів, зокрема Мікроспорідин, Аегерин, Вірин МВ, Вірин КД та Меривал для захисту рослин від шкідливих організмів в агроценозах плодово-ягідних, овочевих культур та лісових насаджень.
У 1980 році започатковує в Інституті дослідження з нової тематики — роль та значення фітогормонів в регулюванні сезонної програми розвитку комах. Започатковує також дослідження з вивчення сутності та фізіологічних механізмів, що формують діапаузу комах. На моделі лабораторної культури дубового шовкопряда, вперше показав принципову можливість вирощувати в лабораторному режимі трихограму — вид T. evanescens Wstw. та інші види цього роду в яйцях дубового шовкопряда Antheraea pernyi G.M. (Авторське свідоцтво СРСР № 1619453)
На підставі всебічного аналізу широкого експериментального матеріалу В. Ф. Дрозда вперше обґрунтував нову наукову закономірність суть якої полягає у вирішальній регуляторній ролі фітогормонів у сезонній програмі розвитку комах (Авторське свідоцтво СРСР № 1132880, Доповіді АН УРСР, 1987. — № 1). Вперше обґрунтовано узагальнений механізм переведення екологічної інформації факторів навколишнього середовища у фізіологічну, яка кодується видовим складом та концентрацією фітогормонів. Встановлено, що таким чином здійснюється синхронізація сезонного розвитку рослин і комах. Така структура забезпечує найбільш вигідну форму інформаційного контакту з середовищем. Ці дослідження стали підвалиною для розробки нових підходів до проблеми регулювання чисельності шкідливих організмів в агроценозах.
На основі фундаментальних досліджень В. Ф. Дрозда сформулював біоценотичну концепцію ролі ентомофагів та ентомопатогенів, як визначального фактору, що матеріалізує процеси негативного зворотнього зв'язку в екосистемах та агроценозах.
Такі агроценози функціонують згідно законів термодинамічно відкритих систем на основі максимальної самоорганізації та саморегуляції. Саме на такій основі обґрунтовано принципи використання ентомофагів в системах захисту плодових та овочевих культур. Суть їх полягає у тому, що чисельність, біотичний потенціал та динаміка популяцій фітофагів програмуються екосистемою в цілому на певному відрізку сукцесії, які обумовлюються особливостями штучного формування агроценозу. Популяції фітофагів не контролюються ентомофагами та ентомопатогенами, які є представниками більш високого трофічного рівня і самі регулюються трофічною базою їх існування. Такі загальні методологічні принципи дозволили по — новому розглядати роль лабораторних культур ентомофагів в агроценозах.
Крім того, значний науковий доробок автора полягає в тому, що детально формалізовані закономірності динаміки чисельності популяцій фітофагів на основі таких категорій як речовина, енергія та інформація, що дозволило автору сформулювати новий науковий напрямок — артропосинергетика. Матеріальною частиною еволюційного процесу є комплекс членистоногих з їх життєвими стратегіями, які оцінюються на осі r- і К-континууму. При цьому оцінюється не лише екологічні ніші, життєві стратегії, але й біологічна продуктивність в екосистемах та агроценозах різного рівня антропічного навантаження.
Визначальними параметрами функціонування агроценозів, згідно цього напрямку як термодинамічно відкритих систем є енергія, інформація в трофічних ланцюгах — потік енергії в живильному ланцюгу спрямований за градієнтом його розсіювання: від автотрофів до фітотрофів, від фітофагів до ентомофагів. Аналогічним чином орієнтований і вектор управління між компонентами в екосистемах. В системі «паразит-господар» енергія переходить від господаря до паразита. Проте, основний інформаційний пул і контроль стабільності екосистем залишається за господарем. Викладене свідчить про те, що закони термодинаміки по суті є визначальними принципами, які тільки допомагають встановити межі можливого.
Вчений запропонував технології масового вирощування лабораторних культур ентомофагів, зокрема видів роду трихограма, габробракона, дібрахіса, аскогастера, а також хижих кліщів. Технології не мають аналогів, відносяться до категорії високих і захищені масивом авторських свідоцтв СРСР та патентів України, Росії та Казахстану.
Автором обґрунтовано визначальні принципи спрямованої селекції лабораторних культур ентомофагів за умов тривалої доместикації з відбором найбільш цінних господарських ознак (конкурентоспроможність в агроценозах, пошукова здатність тощо), запропоновано критерії оцінки їх якості на основі етологічних та фізіологічних характеристик, продуктивність яких значно перевищує норму реакції видів в рамках їх генетичної програми.
Розроблені сучасні технології використання лабораторних культур ентомофагів, мікробіологічних препаратів та органічних добрив, що дозволило постійно підтримувати рівновагу в агроценозах на основі їх самоорганізації і саморегуляції. Це вперше дозволило характеризувати урожай не лише за валовими характеристиками, але й за його якістю.
Наукові розробки автора знайшли широке використання в практиці сучасних аграрних технологій, зокрема запропоновано концепцію вирощування овочевих, плодово-ягідних насаджень, складовою частиною яких є використання оригінальних мікробіологічних препаратів, лабораторних культур ентомофагів в галузі органічного землеробства.
Дрозда В. Ф. — відомий фахівець в галузі створення технологій масового лабораторного вирощування корисних шовкопрядів. Ним вперше запропонована замкнута технологія утилізації продуктів гренажного виробництва для отримання оригінальних мікробіологічних препаратів на основі вірусів та мікроспорідій. Ці технології не мають аналогів, опубліковані в Доповідях академії наук СРСР та України, захищені авторськими свідоцтвами, патентами України та Росії. Крім того, ці розробки дозволили отримувати високоякісну натуральну шовкову сировину в тому числі чесучу для текстильної промисловості, потреб медицини, радіоелектроніки, оборонної промисловості та космонавтики.
Наукові досягнення, практичні розробки надали право авторові створити оригінальну наукову школу основним завданням якої є гармонізація складних багатофункціональних відносин між екологічними категоріями збереження довкілля, отримання якісної продукції та економікою. Такі антиподи повинні передбачати пріоритет, що передбачають дослідження кінцевим результатом яких є отримання не лише валового врожаю, але й його якості.
Плідна співпраця з видатним українським вченим проф. Потопальським А. І. у структурі створеного ним Інституту оздоровлення та відродження народів України (ІОВНУ), гармонійно поєднується напрямки духовного відродження нації, а також пропонується оригінальні шляхи інтелектуального росту молоді для освоєння сучасних світових технологій в таких галузях як медицина, генетика, молекулярна біологія, ентомологія, фітопатологія, фітоценологія та популяційна екологія. Окремі розділи досліджень в рамках ІОВНУ виконані на культурах дубового та тутового шовкопрядів. Ці технології не мають аналогів, широко-впроваджені у виробництво і захищені 36-ма Авторськими свідоцтвами СССР, патентами України та Росії. Особливого теоретичного та практичного значення набули дослідження пов'язанні із культурою вітчизняної породи дубового шовкопряду Поліський тасар. Вперше запропонував технологію вирощування ентомофага трихограми в яйцях дубового шовкопряда.
Серед пріоритетних досліджень в структурі ІОВНУ напрямок, що пов'язаний з дослідженням континуальної структури рослинного та тваринного біорізноманіття в екосистемах на основі принципів термодинаміки, синергетики та дисипативних структур. Сформулював концепцію консортної ролі оригінальних авторських, генетично-модифікованих рослин виведених Потопальським А. І. як в екосистемах так і в агроценозах.
Має патентну освіту, диплом за № 106387.
Його роботи неодноразово експонувались на Виставці досягнень народного господарства СРСР, за що він був нагороджений 1989 р., 1990 р. та 1991 р. золотою та двома срібними медалями.
Дрозда В. Ф. значну увагу приділяє підготовці наукових кадрів. Під його керівництвом захищено 4 кандидатські дисертації. Науковий консультант двох докторських дисертацій.
Працює в структурі Міжнародній організації з біологічної боротьби, Східно-Палеарктична секція, де очолював напрямок «Екологія ентомофагів»

## Праці
Дрозда В. Ф. особисто і в співавторстві опублікував у вітчизняних та закордонних виданнях 1082 наукові роботи. Серед яких 471 Авторських свідоцтв СРСР, патентів України, Росії та Казахстану. У тому числі 8 монографій, 28 методичних рекомендацій. За участю В. Ф. Дрозда створено та впроваджено у виробництво такі вітчизняні препарати як Боверин, Пециломин, Лепідоцид та Гаупсин. Вони були занесені до Державного реєстру СРСР і використовувались в технологіях захисту плодово-ягідних, овочевих та технічних культур на тисячах гектарах.
Дрозда В. Ф. визнаний фахівець з технологій органічного садівництва, промислового вирощування ентомофагів. Оригінальні технології захищені масивом патентів України, Росії та Казахстану.
Технології вирощування та захисту саду захищено 57-ма патентами, ягідників — 81 патентом, овочевих культур — 45, кукурудзи та хмелю — 27, зерна та продуктів харчування — 16, шовківництва — 24, вирощування ентомофагів — 114.
Монографії:
- Дрозда В. Ф., Лапа О. М., Гоголев А. І. Сучасні технології вирощування і захисту овочевих культур// Видавництво Інституту захисту рослин «Світ». — Київ, 2004. — 111с.
- Дрозда В. Ф., Лапа О. М., Пшець Н. В. Технологія вирощування та захисту овочевих культур. Екологічно безпечні інтенсивні технології вирощування та захисту овочевих культур // НУБіП України «Колобіг». — Київ, 2006 р. — 183 с.
- Дрозда В. Ф., Ющенко Л. П. Сливова плодожерка. Біологія, екологія, контроль чисельності// НУБіП України, м. Київ, вид."Колобіг". –2010. — 146с.

Методичні рекомендації:
- Дрозда В. Ф., Лаппа Н. Е., Гораль В. M. Методические рекомендации по использованию биологических средств в защите плодового сада от вредителей и болезней// Госагропром Украины, Укр. НИИ защиты растений — Киев. 1995. — 52 c.
- Шелестова В. С., Гончаренко О.І, Дрозда В. Ф.,Панько Н. П. Екологічні основи захисту плодового саду від шкідників з максимальним використанням біологічних засобів// Рекомендації для спеціалістів захисту рослин, колективних, орендних, фермерських та приватних господарств, НАУ. — Київ, 2001. — 97 с.
- Дрозда В. Ф., Гойчук А. Ф., Розенфельд В. В. Бактеріози лісових деревних порід. Методичні поради для студентів заочної форми навчання ОКР «Магістр» напрямку 8.09103 — Лісове і садово-паркове господарство, НУБіП України, ННІ Лісового и садово-паркового господарства, Житомир «Полісся», 2012 р., 53 с.
- Дрозда В. Ф., Гойчук А. Ф., Розенфельд В. В. Бактеріози лісових деревних порід //Робоча програма та методичні поради для студентів заочної форми навчання ВНЗ зі спеціальності «Лісове господарство» НУБіП України. — Київ, 2014. — 77 с.

Довідники:
- Дрозда В. Ф., Бублик Л. І., Васечко Г. І., Васильєв В. П. та ін. Довідник із захисту рослин// Урожай. — Київ, 1999. — 744 с.

Наукові статті:
- Дрозда В. Ф., Воронков М. Г., Вититнев И. В. Влияние силатронов на развитие тутового шелкопряда// Доклады АН СССР. 1978. — Т. 239. — № 1. — С. 238—241
- Дрозда В. Ф., Вититнев И. В., Шкаруба Н. Г. Влияние 1-этокси-3, 7,10-триметилсилатрана на белковый обмен тутового шелкопряда// Доклады АН СССР, 1982. — Т. 264. — № 6. — С. 1514—1516.
- Дрозда В. Ф., Вититнев И. В., Шкаруба Н. Г. Регуляторная роль фитогормонов в формировании диапаузы дубового шелкопряда (Antheraea pernyi G.-M.) // Доклады АН УССР,. 1987. — № 1. — С. 84 — 87
- Дрозда В. Ф., Лаппа Н. В., Гораль В. М. Защита люцерны от вредителей на Украине // Информационный бюллетень ВПРС МОББ. Восточнопалеарктическая региональная секция. Москва, — «Колос», — т. 31. — 1995, с. 124—125.
- Дрозда В. Ф., Лесовой М. П. Основные тенденции развития экологически-безопасных систем защиты растений в Украине// Информационный бюллетень ВПРС МОББ. Материалы 7-й сесии генеральной асамблеии МОББ — Польша, г. Познань, 1998. № 32 — С. 22 — 34.
- Drozda V.F. Monitoring, forecasting and warning methods of pest and disease occurrence in the Ukraine// International conference «The role and place of pests and diseases registration and forecasting at present and future plant protection with regard to international cooperation». — Poznan, Poland.- Abstracts/- Poznan.- 1999. — Р.11.
- Дрозда В. Ф., Шелестова В. С., Гончаренко О. І., Зубко О. Г. Проблеми застосування видів роду Trichogramma Westw. (Humenoptera, Trichogrammatidae) в плодових насадженнях України// Науковий вісник. Національного аграрного університету. — Київ, 2001. — Вип. 41. — С. 76 — 83.
- Дрозда В. Ф. Екологічні проблеми захисту капусти від основних шкідливих організмів// Науковий вісник Національного аграрного університету. — К.: 2002. — Вип. № 57. — С. 61 –65.
- Дрозда В. Ф., Кочерга М. О. Информационно-трофическая стратегия развития популяций внутристебловых фитофагов ягодников// Информационный бюлетень ВПРС МОББ. Институт защиты растений УААН. — К.:2009. — Изд. Колобіг. — С. 120—124
- Дрозда В. Ф., Потопальський А. І. Природні ландшафти як складова сучасних аграрних технологій// Журнал Екологічний вісник. Всеукраїнська екологічна ліга. Київ, 2011. — С. 23 — 26.